# Epítome de la conquista del Nuevo Reino de Granada
El Epítome de la conquista del Nuevo Reino de Granada., es un documento de autor anónimo, atribuido al conquistador español y fundador de la ciudad de Bogotá, el adelantado Gonzalo Jiménez de Quesada. Se cree que el Epítome fue escrito hacia el año 1539. El manuscrito se conserva en el Archivo Histórico Nacional de Madrid, España. Fue publicado por primera vez en 1889, en la capital española, por el explorador y americanista Marcos Jiménez de la Espada, en su obra Juan de Castellanos y su Historia del Nuevo Reino de Granada.

## Autoría

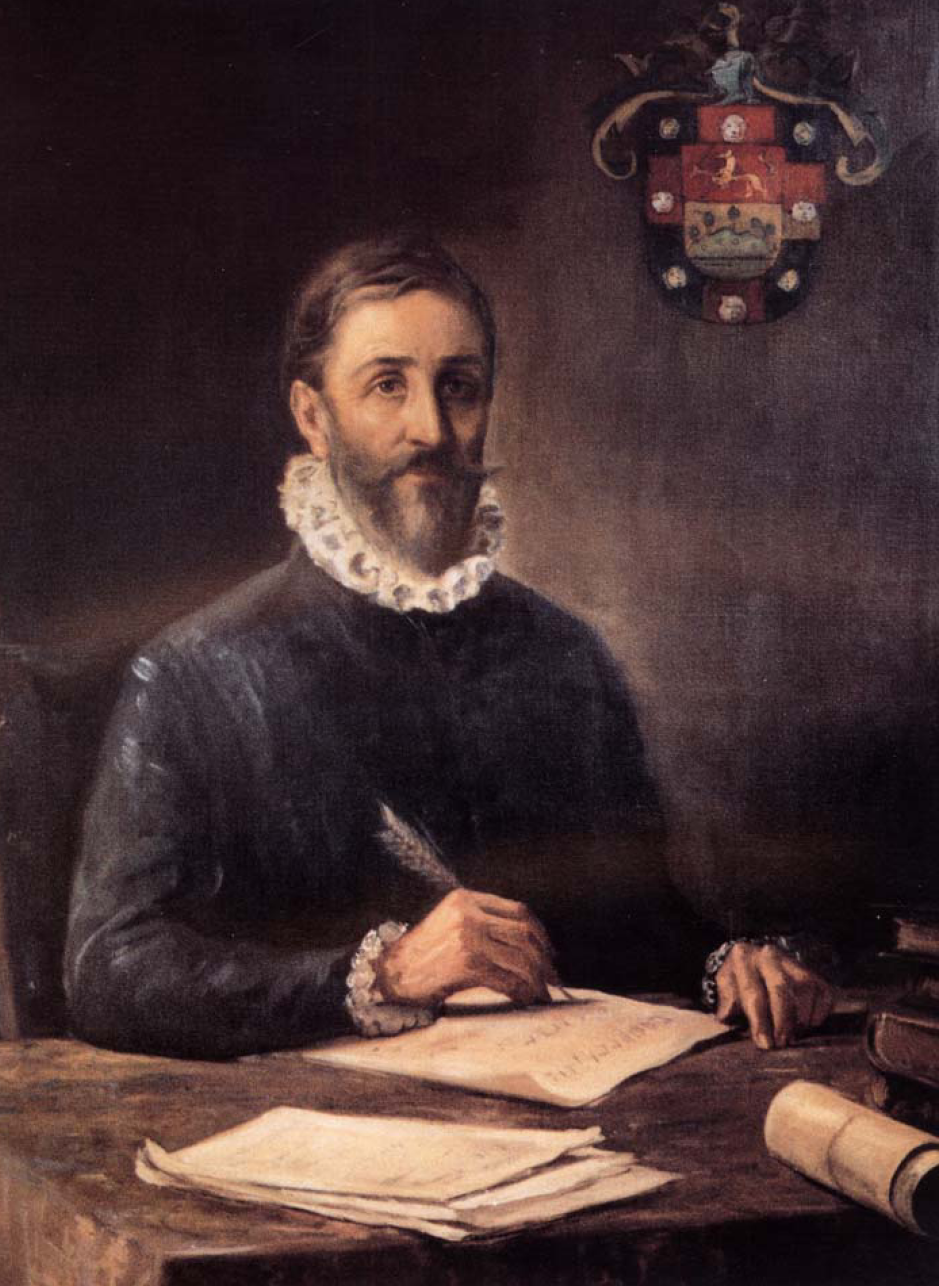
Gonzalo Jiménez de Quesada, a quien algunos historiadores han atribuido la autoría del Epítome.

Las discusiones de los historiadores sobre la autoría del Epítome van desde la atribución total a la pluma de Gonzalo Jiménez de Quesada, pasando por quienes dicen que su autoría sólo es parcial, y que fueron varias las personas encargadas de su redacción, hasta quienes niegan totalmente cualquier relación de Jiménez de Quesada con el documento.
Entre los historiadores que han defendido la autoría del fundador de Bogotá, están Marcos Jiménez de la Espada (primero en publicar el Epítome) y el colombo-ucraniano Juan Friede Alter. Por otra parte, los que afirman que Jiménez de Quesada sólo redactó una parte del documento, y que el resto es atribuible a otros autores, han sido Enrique Otero D'Costa, Manuel Ballesteros Gaibrois, Manuel Lucena Salmoral, Fernando Caro Molina y Demetrio Ramos. Finalmente, el historiador Javier Vergara y Velasco negó rotundamente que Jiménez de Quesada haya tenido algo que ver con el Epítome. Carmen Millán de Benavides sostiene que el documento como lo conocemos es del cosmógrafo Alonso de Santa Cruz, usando notas de Jiménez.

## Contenido

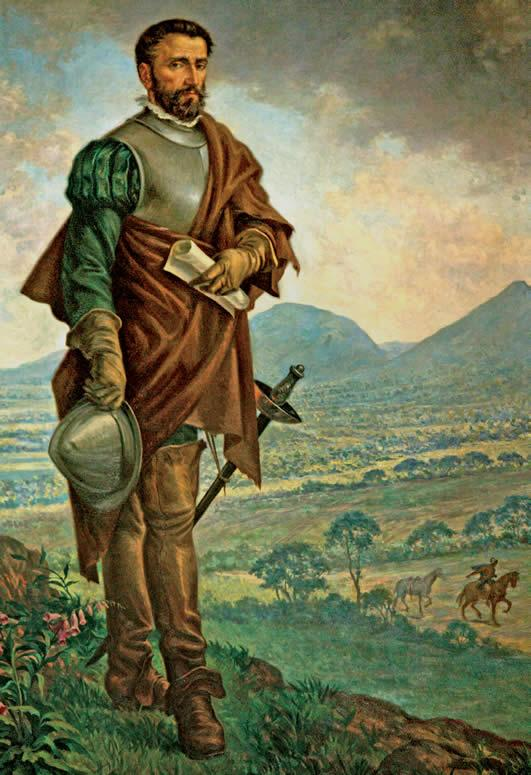
Otro retrato de Jiménez de Quesada

El Epítome es una relación histórica del proceso de conquista del territorio al que los españoles llamaron Nuevo Reino de Granada, en la actual República de Colombia. El documento comienza explicando que los primeros españoles que se establecieron en las ciudades de Santa Marta y Cartagena de Indias no incursionaron río arriba por el Río Magdalena más de 50 o 60 leguas, debido a múltiples dificultades, y a que en parte se conformaron inicialmente con explotar las riquezas que tenían a la mano. Luego se cuenta que, por los rumores de pueblos con grandes riquezas que vivían río arriba, partió de Santa Marta Gonzalo Jiménez de Quesada en 1536 al mando de 600, hombres repartidos en ocho unidades de infantería y 100 hombres de a caballo, y con algunos bergantines con los que iban surcando el río, de modo que unos iban por tierra y otros por el río.
Tras recorrer cerca de 100 leguas, llegaron los españoles a un lugar al que llamaron La Tora (posteriormente llamado Tora de las Barrancas Bermejas y, finalmente, Barrancabermeja) donde no pudieron continuar por el río debido a que estaba muy crecido. Entonces se decidieron a internarse en las montañas, hacia las sierras de Opón. A medida que subían, iban encontrando que entre los indígenas de la zona se consumía una clase de sal que no era de grano, como la de la costa, sino en forma de panes, o pilones, y de una calidad distinta. Los indígenas contaron entonces a los españoles que la tierra de donde provenía aquella sal estaba llena de riquezas. Los españoles se internaron aún más en las sierras de Opón, hasta que llegaron a tierras de clima frío, en el territorio de la Confederación Muisca.
Seguidamente se hace una descripción geográfica del territorio de los muiscas, así como de su organización política, costumbres, creencias, recursos naturales, entre otras particularidades, así como de pueblos vecinos como los panches.
Se cuentan también las batallas y formas de sometimiento con las que se dominó a los indígenas, hasta que en el año 1539 estuvo conluida, en términos generales, la conquista de aquel territorio. Gonzalo Jiménez de Quesada fundó tres provincias en el territorio de los muiscas: la de Bogotá, la de Tunja y la de Vélez. También se cuenta cómo un mes antes de partir Jiménez de Quesada hacia España para reclamar ante el Rey los derechos sobre aquel territorio, llegó Nicolás de Federman, al mando de 150 hombres, que veían de los llanos de Venezuela, y quince días después llegó Sebastián de Benalcázar, con poco más de 100 hombres, provenientes de Quito y Perú.
Finalmente, se exponen los múltiples pleitos jurídicos que tuvo que enfrentar Gonzalo Jiménez de Quesada en España, puesto que fueron varias las personas que reclamaron tener derechos sobre el territorio recientemente descubierto, hasta que el Rey le concedió a Jiménez de Quesada el título de mariscal, 2.000 ducados de renta anual para él y sus descendientes, el derecho de reclamar de los indígenas rentas por valor de 8.000 ducados, además del derecho de asumir la alcaldía de Santafé de Bogotá, con un sueldo de 40 ducados al año, y algunos regimientos de soldados, entre otras concesiones menores. También se cuenta que el nombre de "Nuevo Reino de Granada" lo eligió Jiménez de Quesada por ser natural del Reino de Granada, en España.